# Microcrambus elpenor
Microcrambus elpenor là một loài bướm đêm trong họ Crambidae.